# Индустријска вода
Вода је једна од најзначајнијих материја у природи, а у исто време и врло важна индустријска сировина.
Хемијски чиста вода је потпуно дефинисаног хемијског састава (H2O)n, одређених физичких и хемијских особина. Природна вода није хемијски чиста вода јер увек садржи примесе у раствореном и диспергованом облику.

## Квалитет природних вода
Квалитет природних вода је одређен врстом и количином присутних примеса.
Кишница је најчистија природна вода, али и она садржи у себи растворене гасове и нечистоће: CO2, O2, HN3, N2, SO2, H2S, H2SO4, HCI, чађ и прашину.
Проласком кроз литосферу вода раствара тешко растворљиве карбонате (кречњаке, доломите, магнетите, сидерите и др.) и преводи их у растворне бикарбонате:
CaCO3↓ + CO2 + H2O → Ca(HCO3)2
MgCO3↓ + CO2 + H2O → Mg(HCO3)2
FeCO3↓ + CO2 + H2O → Fe(HCO3)2
FeS2(пирит) + 2CO2 + 2H2O → Fe(HCO3)2 + H2S + S
FeS2(пирит) + 2O2 → FeSO2 + S
Подземне воде садрже различита растворна једињења Ca, Mg, Fe и других елемената (калцијум бикарбонат Ca(HCO3)2, магнезијум бикарбонат Mg(HCO3)2, гвожђе бикарбонат Fe(HCO3)2, феро сулфат FeSO4 и др.). Количина растворних бикарбоната чини тврдоћу воде.
Површинске воде садрже мање количине растворних соли па су знатно мекше.
Растворени гасови, соли, киселине и друге материје у природним водама могу се налазити у облику:
- правих раствора: минералне соли Ca(HCO3)2, Mg(HCO3)2, FeSO4, растворени гасови CO2, O2, N2 и др.;
- колоидних раствора : хумусне материје, глине, масти и уља;
- суспензије у води: песак, кречњак, и друге материје.
Степен киселости или базичности воде означава се обично „водоничним показатељем“, тј. pH вредношћу.
На основу pH вредности, тј. степена киселости и базичности воде, израђена је скала агресивности вода, дата је у табели :
| pH вредност | 1, 2, 3      | 4, 5, 6      | 7, 8      | 9, 10, 11     | 12, 13, 14   |
| реакција    | веома кисела | слабо кисела | неутрална | слабо алкална | врло алкална |

Да ли су воде киселе, алкалне или неутралне може се једноставно установити помоћу црвеног и плавог лакмус папира (на основу промене боје) или електрометријски помоћу потенциометра.
Основни показатељи квалитета природних вода су:
- физички: температура, укус, мирис, мутноћа, обојеност;
- хемијски: садржај органских материја, садржај неорганских супстанци, садржај гасова, pH вредност, алкалитет и тврдоћа;
- бактериолошки: садржај живих бактерија и колиморфних бактерија.

## Тврдоћа воде
Тврдоћа воде представља садржај Ca и Mg јона у води. Уколико је већи садржај растворних соли Ca и Mg у води то је вода тврђа.
Тврдоћа воде мери се степеном тврдоће. При томе постоје немачки, енглески, француски, и амерички степен тврдоће. У нашој земљи усвојен је немачки степен тврдоће (1°N), који по дефиницији означава садржај 10 mg CaO или 7,9 mg MgO у једном литру воде.
Према међународном систему јединица тврдоћа воде исказује се у: mg CaCO3/lit. или у mg CaO/ lit или пак у mol CaCO3/lit.
Укупна тврдоћа воде представља садржај свих соли калцијума и магнезијума у води. Чине је: пролазна (бикарбонатна) тврдоћа и стална (некарбонатна) тврдоћа.
Пролазна (бикарбонатна) тврдоћа изразена је садржајем Ca и Mg бикарбоната у води. Отклања се загребањем воде до температуре 90 °C, када долази до распадања бикарбоната на тешко растворне карбонате који се издвајају у виду талога на дну суда.
Стална (некарбонатна) тврдоћа изражена је садржајем свих осталих растворних соли калцијума и магнезијума: сулфида, хлорида, нитрата, сликата и других соли. Ове соли се не могу отклонити загревањем воде, већ се издвајају специјалним хемијским поступцима (омекшавањем воде).
Према укупној тврдоћи укупној тврдоћи све природне воде се деле на:
1. веома меке: (0–70 mg CaCO3/lit)
2. меке: (70–140 mg CaCO3/lit)
3. средње меке: (140–210 mg CaCO3/lit)
4. средње тврде:(210–320 mg CaCO3/lit)
5. тврде: (320–540 mg CaCO3/lit)
6. веома тврде: (>540 mg CaCO3/lit)

### Омекшавање воде
Под омекшавањем воде подразумева се смањење концентрације Ca и Mg јона у води. Омекшање воде се врши следећим поступцима:
- термичким путем;
- хемијским поступцима; и
- коришћењем мењача јона.

Термичко загревање воде базира се на загревању воде до тачке кључања, када долази до распадања бикарбоната и стварања тешко растворних карбоната. На пример:
Ca(HCO3)2 → CaCO3↓ + H2O + CO2↑
Mg(HCO3)2 → MgCO3↓ + H2O + CO2↑
На овај начин уклања се пролазна бикарбонатна тврдоћа, док остале соли калцијума и магнезијума остају и даље у води. Термичко омекшавање најчешће се комбинује са другим поступцима, како би се из воде уклониле све растворене соли Ca и Mg.
Хемијско мекшање воде своди се на додавање води реагенаса, који растворене соли Ca и Mg (сулфате, нитрате, хлориде и др.) преводе у нерастворне: CaCO3, Mg(OH)2, фосфате итд. Најпознатији хемијски поступак за омекшавање воде је сода-креч поступак.
Уклањање растворних соли Ca и Mg јона из вода по овом поступку врши се:
- уношењем OH- јона додавањем гашењем креча Ca(OH)2; и
- уношењем карбонатних јона додавањем соде Na2CO3.

Реакције које се при томе одигравају престављене су следећим једначинама:
Ca(HCO3)2 + Ca(OH)2 → 2CaCO3↓ + 2H2O
Mg(HCO3)2 + Ca(OH)2 → MgCO3 + CaCO3↓ + H2O
MgCO3 + Ca(OH)2 → Mg(OH)2↓ + CaCO3↓
Помоћу креча уклоњена је пролазна бикарбонатна тврдоћа. Остале соли Ca и Mg уклањају се додавањем соде:
CaSO4 + Na2CO3 → CaCO3↓ + Na2SO4
MgSO4 + Ca(OH)2 → Mg(OH)2↓ + CaSO4
MgCl2 + Ca(OH)2 → Mg(OH)2↓ + CaCl2
CaCl2 + Na2CO3 → CaCO3↓ + 2NaCl
После соба-креч поступка заостала тврдоћа отклања се фосфатним поступком додавањем додавањем Na3PO4:
3CaSO4 + 2Na3PO4 → Ca3(PO4)2↓ + 3Na2SO4
3MgSO4 + 2Na3PO4 → Mg3(PO4)2↓ + 3Na2SO4
Омекшавање мењачима јона је поступак којим се врши замена јона из мењача са јонима из воде који чине тврдоћу (Mg++, Ca++).
Мењачи јона су чврсте неорганске или органске материје нерастворне у води.
Најпознатији неоргански мењач јона је природни минерал зеолит. Зеолитит су K- и Na- јони из мењача не буду замењени јонима Ca2+ и Mg2+ из воде. С обзиром да у току процеса долази до засићења мењача, то се врши његова повремена регенерација предођењем засићеног раствора NaCl преко мењача.
Органски мењачи јона могу да буду анјонског или катјонског карактера. По изласку из катјонског мењача вода је потпуно мека, односно тврдоћа јој је практично нула. При овако ниској pH вредности образује се угљена киселина због чега се вода мора подвргнути дегазацији (уклањању угљене киселине). Остале киселине настале у процесу омекшавања уклањају се анјонским мењачима.

## Рудничке и индустријске воде и њихов квалитет
Рудничке воде садрже знатну количину растворних соли и киселина, као што су: раствори сулфата гвожђа, бакра, калцијума и др., слободну сумпорну киселину, натријум хлорид, хлориде калијума и магнезијума и др.
У рудницима угља са примесама пирита FeS2, рудничка вода садржи велику количину сулфата и слободну сумпорну киселину, који настају по следећим реакцијама:
2FeS2 + 2H2O + 7O2 → 2FeSO4 + 2H2SO4
2FeSO4 + H2SO4 + O2/2 → Fe2(SO4)3 + H2O
2FeS2 + 7,5O2 + H2O → Fe2(SO4)3 + H2SO4
Раствор мешавине Fe2(SO4)3 и H2SO4 врло је корозиван и јако нагриза гвоздену опрему у руднику, а по хемијској једначини:
Fe2(SO4)3 + Fe → 3FeSO4
H2SO4 + Fe → FeSO4 + H2
Киселе руничке воде са pH<6 у стању су да брзо кородирају пумпе, одводне цеви, транспортне механизме и другу опрему од челика, ливеног гвожђа, бронзе и др. Ове воде лако кородирају незаштићене портланд цементе и бетоне, штетно делују на дрво, заштитну одецу и здравље рудара.
Талози настали из растворних соли могу врло брзо сузити одводне цеви, вентиле, кривине, радна кола пумпи за воду итд. У неким рудницима центрифугалне пумпе се морају после сваких 1000 радних сати, раставити и очиститиод насталих наслага.
Индустријске воде не смеју да имају висок степен тврдоће, нити да садрже агресивне гасове угљен-диоксид, кисеоник и др. Морају имати pH вредност између 6,5 и 8.
Индустријске воде се користе за: хлађење, напајање термичких постројења и као технолошке воде у индустријским процесима.
Квалитет технолошке воде у припреми минералних сировина може битно да утиче на на процес концентрације( активирање и депримирање честица) и утрошак реагенаса.

## Индустријске отпадне воде и њихово пречишћавање
Индустријске отпадне воде садрже различите штетне компоненте, које представљају загађеност воде. Примесе у индустријским отпадним водама деле се на:
- минералне (неорганске) примесе-садрже их отпадне воде машинске и металуршке индустрије, погони за прераду руде и угља, погони грађевинских материјала и др.
- органске примесе- налазе се у отпадним водама погона за прераду нафте, целулозе, пластичних маса, каучука итд.

Отпадне воде нафтопрерађивачке, нафтохемијске, текстилне индустрије и других индустријских грана, садрже у себи у мањим или већом количинама примесе како органског тако и неорганског порекла.
Према степену агресивности, односно pH вредности, отпадне воде се деле на:
- слабо агресивне са pH од 6-6,5 или са pH од 8-9
- јако агресивне са pH<6 и са pH>9
- неагресивне са pH од 6,5-8.

За пречишћавање индустријских отпадних вода користе се: механичке, хемијске, физичко-хемијске и биолошке методе пречишћавања.
Пречишћене отпадне воде могу се поново могу се поново користити у индустријским процесима (систем коришћенја повратних вода).
Из индустријских отпадних вода могу се издвојити корисне супстанце, које представљају загађеност воде, а у ствари су неизбежни губици у процесу производње, сто је нарочито карактеристично за ПМС. Начини издвајања корисних материја из индустријских отпадних вода су веома различити у зависности од врсте супстанце-загађивача( нпр. издвајање тешких метала из ових вода врши се хемијским и физичко-хемијским методама).

### Механичко пречишћавање отпадних вода
Индустријске отпадне воде садрже нерастворене органске и неорганске примесе. Издвајање ових примеса врши се механичким начином пречишћавања.
Механичко пречишћавање индустријских отпадних вода обухвата: цеђење, таложење и филтрирање. Да би се повећала брзина таложења и филтрирања честица из воде додају се хемијски реагенси (коагуланти или глокуланти).
За механичко пречишћавање отпадних вода примењује се:
- за цеђење: решетке и мреже;
- за издавање примеса: таложници, филтри од кварцног песка, гранита, антрацита итд., затим микрофилтри, хидроциклони, сепаратори и таложне центрифуге.

Одстрањивање механичких примеса из рудничке воде врши се у водосабирницима, где се таложењем најпре издвоје грубе честице материјала из воде. Издвајање најситнијих механичких примеса постиже се филтрирањем уз додавање коагуланата.
Механичко пречишћавање се по правилу користи као претходно пречишћавање, а ређе као коначни начин пречишћавања отпадних вода.

### Хемијско пречишћавање отпадних вода
Основне методе хемијског пречишћавања индустријских отпадних вода су: неутрализација и оксидација.
Неутрализација се примењује код отпадних вода које садрже у већим количинама киселине и базе, тј. код вода чији је pH мањи од 6,5 (киселе воде) и код вода са pH већим од 8,5 (алкалне воде). Већу опасност за корозију цевовода и других рударских постројења представљају киселе воде, којих има и знатно више од алкалних.
Неутралним водама сматрају се воде са pH вредношћу од 6,5-8,5.
Поступцима неутрализације из отпадних вода се острањују сумпорна киселина H2SO4, азотна киселина HNO3, сона киселина HCI или њихове мешавине. Ређе се срећу азотна киселина HNO2, фосфорна киселина H3PO4, сумпораста киселина H2SO3, као и неке органске киселине, нпр. сирћетна киселина CH3COOH и др.
Поступци неутрализације који се данас најчешће користе су:
- узајамна неутрализација киселих вода са базним водама;
- неутрализација реагенсима (раствори киселина, гашени креч, сода, каустична сода и др.);
- Филтрирање кроз активне материје (креч, кречњак, доломит, магнезит, креда итд.).

Оксидација се примењује код отпадних вода које садрже токсичне материје, нпр. цијадиде или комплексне цијаниде Cu и Zn, водониксулфид и друге сулфиде.
Поступак оксидације се користи код отпадних вода машинске индустрије (погони галванизације), постројења за прераду руде (флотација Pb-Zn руде и Cu руде), нафтно-хемијске индустрије, погона за производњу целулозе итд.
Као оксиданси најчешће се користе: хлор, хлорни креч, озон, технички O2, Ca хипохлорит, на хипохлорит, хлордиоксид и др.
Најчешће коришћен поступак оксидације отпадних вода је са хлором и његовим једињењима. Овај поступак се користи за пречишћавање вода од цијанида, сумпорводоника, метилмеркаптана и других органских и неорганских једињења. Ова једињења присутна су у отпадним водама сепарација, флотација, погоне суве дестилације угља, хидрометалуршких постројења итд.

### Физичко-хемијско пречишћавање отпадних вода
Физичко-хемијске методе пречишћавања отпадних вода могу се користити као самосталне методе, или заједно са друхим методама пречишћавања ( маханичким, хемијским и биолошким ).
У физичко-хемијске методе пречишћавања спадају: коагулација, флокулација, екстракција, јонска замена, флоатација диализа, упаривање, кристализација, магнетна обрада, електрокоагулација, електрофилтрација и друге методе.
- Коагулација је процес у коме долази до образовања крупнијих честица, од већег броја првобитних честица малих димензија. Честице се међусобно спајају на бази молекулских сила.

У отпадним водама налазе се: чврсте честице колоидних димензија (каолин, глина, цемент и др.), течне честице колоидних димензија (нафта, производи прераде нафте, смола и др.), као и друге честице већих димензија. Присутне честице разних димензија у индустријским отпадним водама налазе се у облику емулзија или суспензија.
Честице димензија изнад 10 µm лако се уклањају механичким поступцима, док се честице испод 10 µm уклањају методама коагулације.
- Флокулација је један облик коагулације, при којој ситне колоидне честице ( испод 10 µm )

Под утицајем спрецијално додатих супстанци флокуланата, образују крупне пахуљасте честице, који се лако таложе и уклањају механичким методама.
Методе коагулације и флокулације примењују се за прећишћавање отпадних вода хемијске, нафтнопрерађивачке, текстилне и других индустрија.
- Метода флотације се примењује за пречишћавање индустријских отпадних вода које садрже површински активне материје: нафту, производе прераде нафте, масти, влакнасте материје и др. Поступак флотације састоји се у образовању гасних мехурића, тј комплекса „честица-мехурић-ваздух“, ниховом испливању на површину и повременом уклањању слоја пене са површине воде која се пречишћава. Везивање честица присутних у отпадним водама за ваздушне мехуриће могуће је само онда када су честице неквашљиве, односно мало квашљиве водом.
- Екстракција се користи за пречишћавање отпадних вода које садрже веће количине органских супстанци (феноле, масне киселине и др.). Ове материје истовремено престављају корисне супстанце, које се након издвајања могу даље користити.

### Биолошке методе пречишћавања отпадних вода
Биолошке методе пречишћавања се користе за уклањање разних органских супстанци из индустријских отпадних вода. Биолошка оксидација органских супстанци је природни процес, а одиграва се у присуству микроорганизама (бактерија).
У биолошком пречишћавању индустријских отпадних вода учествују хетеротрофне и аутотрофне бактерије, при чему развитак једне или друге групе бактерија зависи од услова рада система.
Биолошко пречишћавање индустријских отпадних вода може се вршити у анаеробним условима ( у одсуству раствореног кисеоника у води) или у аеробним условима (у присуству раствореног кисеоника у води).
Ефикасност процеса биолошког пречишћавања зависи од низа фактора, као што су: температура, pH средине, присуства биогених елемената, кисеоника, токсичних материја итд. Оптимална температура за аеробне процесе је 20-30 °C, при којој је размножавање и развитак микроорганизама најинтезивнији.
За биолошко пречишћавање отпадних вода потребно је да pH средине буде у интервалу од 5-9, изван ове области успоравају се процеси. Оптимална област pH је од 6,5-7,5 (неутрална средина).